# Лане
Лане́ (фр. Lanet) — коммуна во Франции, находится в регионе Лангедок — Руссильон. Департамент коммуны — Од. Входит в состав кантона Мутуме. Округ коммуны — Каркасон.
Код INSEE коммуны — 11187.

## Население
Население коммуны на 2008 год составляло 45 человек.
| 1962 | 1968 | 1975 | 1982 | 1990 | 1999 | 2008 |
| ---- | ---- | ---- | ---- | ---- | ---- | ---- |
| 39   | 68   | 47   | 46   | 57   | 58   | 45   |

## Экономика
В 2007 году среди 28 человек в трудоспособном возрасте (15—64 лет) 16 были экономически активными, 12 — неактивными (показатель активности — 57,1 %, в 1999 году было 54,3 %). Из 16 активных работали 12 человек (6 мужчин и 6 женщин), безработных было 4 (3 мужчины и 1 женщина). Среди 12 неактивных 3 человека были учениками или студентами, 3 — пенсионерами, 6 были неактивными по другим причинам.